# Emberiza cia
El escribano montesino (Emberiza cia) es una especie de ave paseriforme de la familia de los escribanos (Emberizidae), que se distribuye por buena parte de Europa y Asia. No está amenazada y su población europea se estima entre 2.600.000 y 8.200.000 ejemplares.

## Taxonomía
Tiene descritas varias subespecies:
- E. c. cia Linnaeus, 1766 - península ibérica, sur de Europa, oeste de Asia Menor y norte de África.
- E. c. flemingorum Martens J, 1972 - No reconocida en ocasiones.[4]
- E. c. hordei Brehm CL, 1831 - Grecia, Asia Menor central y Levante mediterráneo.
- E. c. par Hartert, 1904 -  Norte y centro de Irán, Pakistán, noroeste de la India, y montes Altái.
- E. c. prageri Laubmann, 1915 - Crimea, Cáucaso, noreste de Turquía, y noroeste de Irán.
- E. c. stracheyi Moore, 1856 - No reconocida en ocasiones.[4]

## Descripción

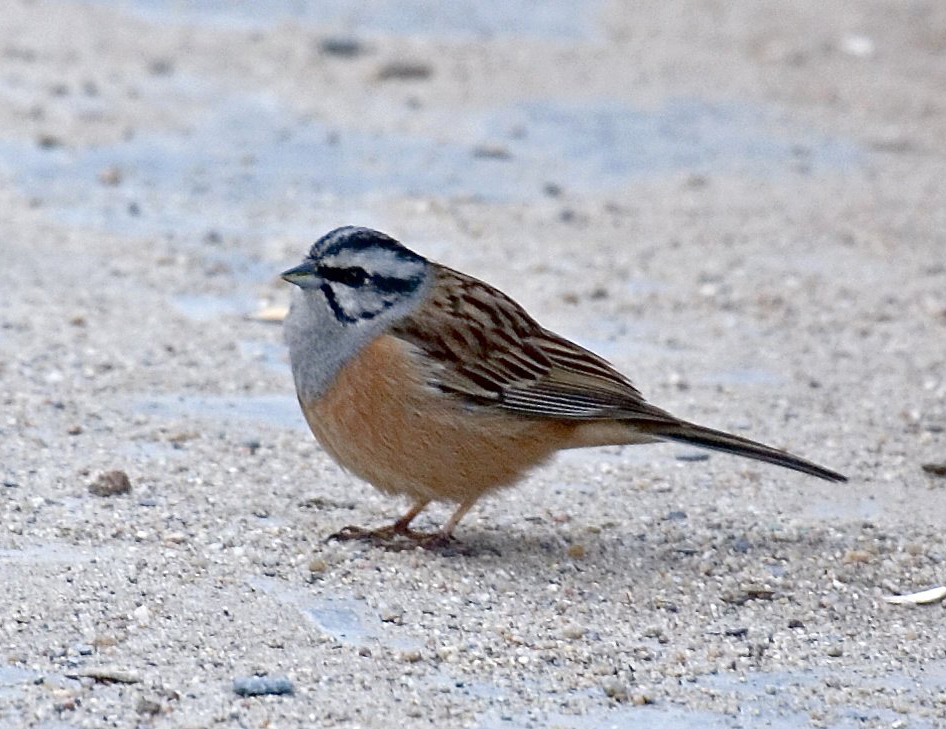
Ejemplar macho.

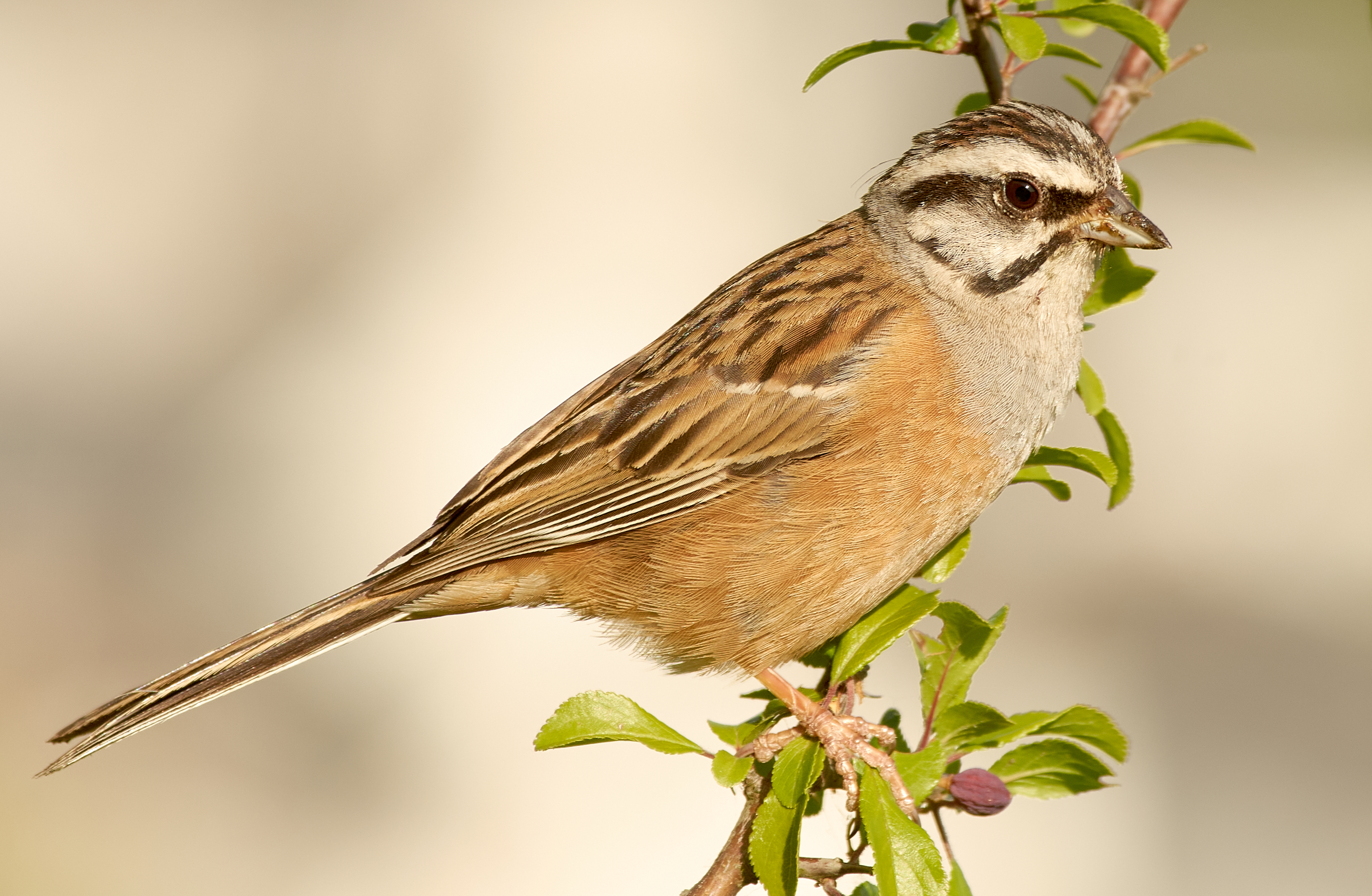
Emberiza cia

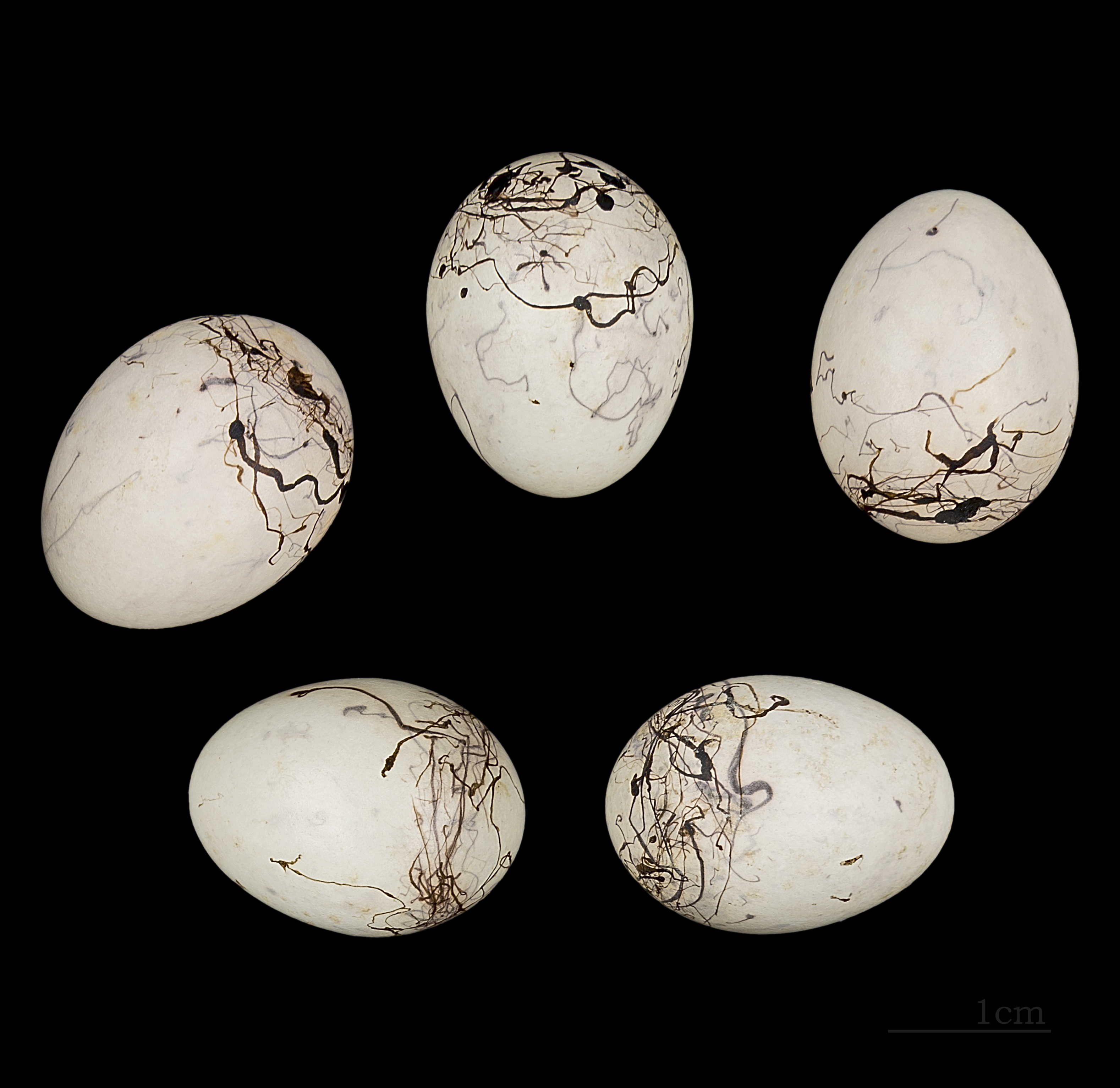
Huevos de Emberiza cia

Es un ave pequeña midiendo entre 15 y 16,5 cm. Se caracteriza por un plumaje rojizo en el vientre, pardo listado en el manto, gris en la garganta que se extiende hasta la parte superior del pecho, y un dibujo en la cabeza consistente en un rostro blanco enmarcado y atravesado por unas listas negras. Su obispillo es pardorrojizo y presenta listas blancas en los lados de la cola. Las diferencias entre macho y hembra son escasas.
Tiene un reclamo sencillo basado en las estrofas "tsi" y "tsiu", que a veces hace breve y otras alarga.

## Distribución y hábitat
Se distribuye por la mayor parte de Europa meridional, en especial la cuenca mediterránea; el noroeste de África, el Cáucaso, parte de Asia Central, llegando hasta los Himalayas.
Habita en zonas de ladera con vegetación abierta y zonas altas rocosas.